# ディック・スタインボーン
ディック・スタインボーン（Dick Steinborn、本名：Richard O'Neil Steinborn、1933年9月28日 - 2020年4月18日）は、アメリカ合衆国のプロレスラー。ミズーリ州セントルイス出身。
技巧派のベビーフェイスとして、NWAの南部テリトリーを主戦場に活動した。出身地はバージニア州リッチモンドともされる。義弟のジェリー・オーツとテッド・オーツもプロレスラーだった。

## 来歴
プロレスラー兼プロモーターだった父親ヘンリー "マイロ" スタインボーンのトレーニングを受け、1951年7月にデビュー。ディック・スタインボーン（Dick Steinborn）をリングネームに、ノース&サウスカロライナおよびバージニアなどの大西洋岸を拠点として各地を転戦する。1956年11月26日にはニューヨークのマディソン・スクエア・ガーデンに出場してハンス・シュミットと対戦。1958年7月25日にはテキサス州ヒューストンにてNWAテキサス・ヘビー級王座を獲得、10月17日にトシ東郷に敗れるまで戴冠した。
1950年代末よりジョージアを主戦場とし、同地区のブッカーでもあったレイ・ガンケルの兄弟という設定のもと、ディッキー・ガンケル（Dickie Gunkel）の変名で活動。1959年にはフレッド・ブラッシーを相手に、NWA南部ヘビー級王座を巡る抗争を展開。スカル・マーフィーとの防衛戦も行われた。
その後はリングネームを戻し、1961年にはフロリダにてエディ・グラハムと組み、11月3日にロイ・ヘファーナン&アル・コステロの初代ファビュラス・カンガルーズからNWA USタッグ王座を奪取。トージョー・ヤマモト&タロー・ミヤケ（ジョージ・カハウミア）やジ・アサシンズ（トム・レネスト&ジョー・ハミルトン）ともタイトルと争った。
ミネソタのAWAではダグ・ギルバートをパートナーに、ハイ&ロー（High & Low）なるタッグチームを結成。大型のギルバートがミスター・ハイ（Mr. High）、小柄な自身はミスター・ロー（Mr. Low）と名乗り、1962年12月16日にAWA世界タッグ王座を獲得。タッチを受けてリングに入る際も、ギルバートはトップロープの上を飛び越え、スタインボーンはサードロープの下を潜り抜けるという対照的なキャラクターで人気を博した。
AWAを離れると南部のテリトリーに戻り、ジョージアでは1963年5月3日にターザン・タイラーを下して、同地区認定の世界ヘビー級王座を獲得。フロリダではヒロ・マツダと組んで、1965年11月24日にスカル&クルトのフォン・ストロハイム兄弟からフロリダ版のNWA世界タッグ王座を奪取。1966年からはテキサス西部のアマリロ地区に進出し、11月24日にドリー・ファンク・シニアを破ってNWA北米ヘビー級王座を獲得した。
1967年5月、日本プロレスの『ゴールデン・シリーズ』に初来日。6月2日の室蘭大会では、スタインボーン同様に技巧派として鳴らした吉村道明とのシングルマッチで時間切れ引き分けの戦績を残した。再来日となる1971年11月開幕の『ワールド・チャンピオン・シリーズ』では、12月6日の水戸大会において、アントニオ猪木とシングルマッチで対戦。この試合は、猪木の日本プロレスにおける最後のシングル戦としても知られている。
その後もジョージア地区を主戦場に、1972年は3月から11月にかけてドリー・ファンク・ジュニアのNWA世界ヘビー級王座に再三挑戦。10月20日にはアルゼンチン・アポロと組んでオックス・ベーカー&スカンドル・アクバからNWAジョージア・タッグ王座を奪取したが、同年8月に死去したレイ・ガンケルの未亡人アン・ガンケルと共に、NWAを離脱して新団体のASWA（All-South Wrestling Alliance）をジョージアにて設立。レスラー兼任の共同プロモーターとして、1974年11月までASWAの運営に携わった。
ASWAがジム・バーネットに買収されてからは、アメリカ本土を一時離れてプエルトリコのWWCで活動。1974年12月14日にWWC世界ジュニアヘビー級王座の初代王者に認定され、翌1975年にかけてカルロス・コロンと王座を争った。その後、NWFの残党が参画していた新興団体IWAを経て、1970年代後半よりNWAのローカル・テリトリーに復帰。1976年8月13日にはテネシー州ノックスビルにてトール・タナカを破り、NWAサウスイースタン・ヘビー級王座を獲得した。
1978年8月、ホワイト・ナイト（White Knight）なる覆面レスラーに変身してテキサス東部のダラス地区に登場。白覆面を被ったヒールとなって、フリッツ、ケビン、デビッドのフォン・エリック・ファミリーと抗争。10月30日にはマーク・ルーインと組んで、空位となっていたNWAテキサス・タッグ王座の争奪トーナメントに出場。決勝でマンド・ゲレロ&タイガー・コンウェイ・ジュニアを破り、タイトルを獲得した。
1979年からはベビーフェイスに戻ってカナダのカルガリー地区に参戦し、ミスター・ヒトやミスター・サクラダと対戦。1980年には世界ミッドヘビー級王座を賭けてダイナマイト・キッドと抗争した。同年下期にはアラバマ地区において、トニー・チャールズやジェリー・スタッブスを相手にUSジュニアヘビー級王座も争っている。
以降、キャリア末期となる1980年代前半はプエルトリコのWWCで活動。1982年8月28日にはレス・ソントンを下してWWC世界ジュニアヘビー級王座に返り咲き、11月にジェリー・ブリスコに敗れるまで戴冠した。WWCでは1983年にキング・トンガとも対戦した。
引退後はフロリダ州オーランドを経て、2018年よりジョージア州コロンバスに居住していた。2020年4月18日、86歳で死去。

## 得意技
- ローリング・クレイドル（テリー・ファンクに伝授したとされる）[32]
- ローリング・クラッチ・ホールド[3]
- スモール・パッケージ・ホールド[23]
- スリーパー・ホールド[23]

## 獲得タイトル
ミッドアトランティック・チャンピオンシップ・レスリング
- NWA南部タッグ王座（ミッドアトランティック版）：2回（w / ジョージ・ベッカー）[33]

ミッドサウス・スポーツ
- 世界ヘビー級王座（ジョージア版）：1回[12]
- NWA南部ヘビー級王座（ジョージア版）：3回[8]
- NWA南部タッグ王座（ジョージア版）：1回（w / ニック・コザック）[34]
- NWAインターナショナル・タッグ王座（ジョージア版）：3回（w / レイ・ガンケル×2、チーフ・リトル・イーグル）[35]
- NWAジョージア・タッグ王座：2回（w / アルゼンチン・アポロ）[19]

チャンピオンシップ・レスリング・フロム・フロリダ
- NWA USタッグ王座（フロリダ版）：2回（w / エディ・グラハム）[10]
- NWA世界タッグ王座（フロリダ版）：1回（w / ヒロ・マツダ）[13]

NWAビッグタイム・レスリング
- NWAテキサス・ヘビー級王座：1回[7]
- NWAテキサス・タッグ王座：1回（w / マーク・ルーイン）[26]

NWAウエスタン・ステーツ・スポーツ
- NWA北米ヘビー級王座（アマリロ版）：2回[14]
- ロッキー・マウンテン・ヘビー級王座：2回[36]

NWAミッドアメリカ
- NWAミッドアメリカ・ヘビー級王座：1回[37]

サウスイースタン・チャンピオンシップ・レスリング
- NWAサウスイースタン・ヘビー級王座：1回[22]
- NWA USジュニアヘビー級王座：1回[29]

アメリカン・レスリング・アソシエーション
- AWA世界タッグ王座：1回（w / ダグ・ギルバート）[11]

オール・サウス・レスリング・アライアンス
- ASWAジョージア・タッグ王座：1回（w / アルゼンチン・アポロ）[38]
- ASWAジョージアTV王座：1回[39]
- ASWAジョージア・ジュニアヘビー級王座：1回[40]

スタンピード・レスリング
- 世界ミッドヘビー級王座：1回[41]

ワールド・レスリング・カウンシル
- WWC世界ジュニアヘビー級王座：3回[21]
- WWCカリビアン・ヘビー級王座：4回[42]
- WWC北米タッグ王座：1回（w / ロジャー・カービー）[43]